# Asthenes heterura
Az Asthenes heterura a madarak (Aves) osztályának verébalakúak (Passeriformes) rendjébe és a fazekasmadár-félék (Furnariidae) családjába tartozó faj.

## Rendszerezése
A fajt Hans von Berlepsch német ornitológus írta le 1901-ben, Siptornis nembe Siptornis heterura néven.

## Előfordulása
Dél-Amerikában, az Andok keleti oldalán, Argentína és Bolívia területen honos. Természetes élőhelyei a szubtrópusi és trópusi hegyi esőerdők, gyepek és cserjések, valamint legelők és szántóföldek.

## Megjelenése
Testhossza 17 centiméter, testtömege 13-14 gramm.

## Természetvédelmi helyzete
Az elterjedési területe nagyon nagy, egyedszáma 10000-19999 példány közötti és csökken, de még nem éri el a kritikus szintet. A Természetvédelmi Világszövetség Vörös listáján nem fenyegetett fajként szerepel.